# Eleotris pellegrini
Eleotris pellegrini é uma espécie de peixe da família Eleotridae.
É endémica de Madagáscar.
Os seus habitats naturais são: rios e águas estuarinas.
Está ameaçada por perda de habitat.